# 鈴木国博
鈴木 国博（すずき くにひろ、男性、1970年（昭和45年）3月17日 - ）は、日本の空手家（新極真会空手四段）。神奈川県出身。新極真会厚木・赤羽支部（鈴木国博道場）支部長。第8回世界大会王者。得意技は中段廻し蹴り。

## 来歴
神奈川県横須賀市の農家の家に生まれる。柔道を経験した後、「空手バカ一代」の影響で極真会館横須賀支部に入門。
1990年の全日本選手権で田村悦宏に敗れたことがきっかけで、職を辞して内弟子になる。
1994年、1995年の全関東大会で2連覇を達成するも、その直後の分裂騒動に巻き込まれ所属していた横須賀支部が遺族派に属すると世界大会を目標としていた鈴木は所属支部を離れ、一時的に中立の状態となる(当時の遺族派の規模では世界大会を開催できなかった)。松井派の開催する第12回ウェイト制大会への出場も予定されていたが、支部長協議会派主催の大会に出場し優勝、世界大会への出場権を得る。その後、遺族派と支部長協議会派が合流した大山派(現新極真会)へと移る。
1997年、傷害暴行事件を起こし相手に重傷を負わす。
2000年、鈴木国博道場を開設。また、同年から2002年にかけて全日本大会を3連覇、翌2003年には全世界大会優勝を成し遂げており、塚本徳臣や塚越孝行らと共に新極真会を代表する選手でもある。
2013年、アデランスが創業45周年を記念し、都内会場にて開催した「Mr.アデランス」コンテストで特別賞を受賞。
現在は、東京・赤羽を拠点に、神奈川県下にも道場を展開し、後進の指導に当たっている。

## 戦歴
- 1990年 第13回神奈川県大会 優勝
- 1991年 第14回神奈川県大会 優勝、第8回全関西大会 優勝
- 1992年 第15回全神奈川県大会 優勝
- 1993年 第1回全関東大会 準優勝、第10回全日本ウエイト制（重量級）準優勝
- 1994年 第2回全関東大会 優勝、第11回全日本ウエイト制（重量級）準優勝
- 1995年 第3回関東大会 優勝、第12回全日本ウエイト制・重量級(支部長協議会派)優勝
- 1996年 第6回全世界大会 準優勝、第28回全日本大会 準優勝
- 1997年 全オーストラリア大会（重量級）優勝、第29回全日本大会 準優勝
- 1998年 第30回全日本大会 3位
- 1999年 第7回世界大会 7位
- 2000年 第32回全日本大会 優勝
- 2001年 第33回全日本大会 優勝
- 2002年 第34回全日本大会 優勝
- 2003年 第8回世界大会 優勝
- 2005年 第3回カラテワールドカップ 重量級 3位
- 2005年 第37回全日本大会 優勝
- 2006年 第38回全日本大会 3位・試割り賞
- 2008年 第40回全日本大会 3位
- 2012年 第44回全日本大会 6位

## テレビ出演
- 出没!アド街ック天国
- レッツ!
- 完売劇場
- 炎の体育会TV

## 著書
拳魂一擲（2004年）ISBN 978-4821108664（ぶんか社）